# Крајпуташ Ивану Поповићу у Горачићима
Крајпуташ Ивану Поповићу у Горачићима (Општина Лучани) налази се у Горачићима, на падинама планине Јелице. Споменик припадају типу крајпуташа−кенотафа. Подигнут је војнику палом у Првом светском рату.

## Опис споменика
Крајпуташ је у облику стуба од пешчара са покривком. Украшен је скромним линеарним и флоралним урезима. На предњој и десној бочној страни уклесан је текст епитафа. На наспрамном боку приказани су војничка чутурица, пушка и бајонет. Споменик је добро очуван, обојен у плаво, са урезима у белој и браон боји.

## Епитаф
Крајпуташ Ивану Поповићу (†1914)
Овај спомен вако овде вели
родитељ ми туђе срце жели:
(...)
ко свог сина па га данас није
ИВАНА
сина Уроша Поповића из Горачића
удаљен је преко целог света
од душманина крабро
Иван у 21 год. погибе на Шапцу
борећи се са непријатељом
аустринске царевине
сарањен је у Шабцу
у Каменом шору у Ратарској башчи
7 августа 1914 г.
Бог да му душу прости.
Овај му жалосни споменик
подигоше отац и мајка Пера
и син Ратко од 4 године
и супруга Дринка.
Овај спомен писа имењаку
Иван Давидовић за успомену.